# Martin von Thile
Martin Thile, ab 1713 von Thile, († 1732) war ein königlich-kurbrandenburgischer Obrist (Regimentschef) und Amtshauptmann von Köslin und Kasimirsburg.
Er war der Sohn bürgerlicher Eltern aus der Mittelmark und ging als einfacher Soldat zu den Brandenburger Truppen. Er kämpfte in Ungarn bei Peterwardein, Warasdin und Zenta sowie danach in Holland gegen die Franzosen in den Gefechten bei Löwen, Ramillies, Oudenaarde, Wijnendale und Hunskott, dazu in den Belagerungen von Weißenburg in Bayern, Kaiserswerth, Roermond, Venlo, Rheinberg, Bonn, Menin, Mons, St.Venant und 1715 Stralsund. Am 1. November 1707 wurde er Major im Regiment Grumbkow, am 22. Januar 1710 Oberstleutnant und am 6. Juli 1718 Oberst. 
1727 übernahm er das Infanterie-Regiment Nr. 25 (Lottum), aber schon 1728 wurde ihm das neuerrichtete Infanterie-Regiment Nr. 30 anvertraut. König Friedrich Wilhelm I. hielt große Stücke auf ihn, so erhob er ihn im ersten Jahr seiner Regentschaft am 11. Mai 1713 mit Frau und Kindern in den preußischen Adelsstand. Dazu wurde er Amtshauptmann von Köslin und Kasimirsburg.

## Familie
Er war mit Dorothea Gregori verheiratet und hatte mit ihr mehrere Kinder. Der Generalmajor Friedrich Wilhelm von Thile (1709–1782) war sein Sohn. Die Tochter Katharina Sophia war mit dem preußischen Generalmajor Friedrich Magnus von Horn verheiratet. Eine weitere Tochter war mit den General Ernst Ludwig von Kannacher verheiratet. Weitere Söhne waren der kursächsische Generalleutnant Friedrich Leopold von Thile (* 26. Juli 1711; † 13. Januar 1779) (Vater von General Alexander Heinrich von Thile) und Kriegs- und Domänenrat Carl Gottfried von Thile (* 1706; † 11. Mai 1793).